# Cneu Acerrônio Próculo
Cneu Acerrônio Próculo (em latim: Gnaeus Acerronius Proculus) foi um senador romano eleito cônsul em 37 com Caio Petrônio Pôncio Nigrino. Provavelmente era um descendente de um Cneu Acerrônio que morreu em 71 a.C. citado por Cícero em "Pro Tullio", um vir optimus. É possível também que tenha sido pai de Acerrônia Pola, uma amiga de Agripina, a Jovem, a mãe do imperador Nero, que acabou morrendo afogada em 59 depois de uma tentativa fracassada de matar Agripina.

## Carreira e família
Tibério morreu em 16 de março de 37, durante seu mandato. O Senado ofereceu a Calígula, seu herdeiro, a possibilidade de assumir o trono imediatamente, mas ele preferiu esperar o final do mandato de seis meses dos dois cônsules já no cargo.
Anteriormente se assumia que ele havia sido procônsul da Acaia, mas atualmente assume-se que tenha sido seu filho de mesmo nome.